# Blohm & Voss BV 155
O Blohm & Voss BV 155 foi um protótipo de interceptador de grande altitude fabricado pela fábrica alemã Blohm & Voss.

## Especificações (BV 155B)
Dados de: Green, Willian (2010), Aircraft of the Third Reich 1ª Ed.
Descrições gerais
- Tripulação: 1
- Comprimento: 12 m (39 ft)
- Envergadura: 20,5 m (67 ft)
- Altura: 3 m (9,8 ft)
- Área alar: 39 m² (420 ft²)
- Peso vazio: 4 870 kg (10 700 lb)
- Peso bruto (carregado): 
5 520 kg (12 200 lb) Proposta A
5 125 kg (11 300 lb) Proposta B
5 100 kg (11 200 lb) Proposta C
5 440 kg (12 000 lb) Proposta D
- Peso de decolagem: 6 020 kg (13 300 lb)
- Capacidade de combustível: 1 200 l (317 US-gal)

Motorização
- Número de motores: 1x
- Tipo do motor: Motor a pistão
- Fabricante/modelo: Daimler-Benz DB603A invertido em V12 refrigerado à líquido
- Potência por motor: 1 600 hp (1 190 kW)
- Descrição do propulsor/hélice: Quatro pás de velocidade constante

Performance
- Velocidade máxima: 690 km/h (429 mph)
- Velocidade total em Nó: 372,5 kn (690 km/h)
- Alcance: 1 440 km (895 mi)
- Razão de subida: 11,5 m/s
- Tecto de serviço: 17 100 m (56 100 ft)

Armamentos
- Metralhadoras/canhões: 
Proposta A: 1x canhão MK 108 de 30 mm (1,2 in)
2x metralhadoras MG 151/20 de 20 mm (0,79 in)
Proposta B: 1x MK 103 de 30 mm (1,2 in)
2x metralhadoras MG 151 de 15 mm (0,59 in)
Proposta C: 1x canhão MK 108 de 30 mm (1,2 in)
Proposta D: 1x MK 103 de 30 mm (1,2 in)